# Achiridota profunda
Achiridota profunda is een zeekomkommer uit de familie Chiridotidae.
De wetenschappelijke naam van de soort werd in 1935 gepubliceerd door Svend Geisler Heding.